# نورث ويست (مغنية)
نورث ويست (مواليد 15 يونيو 2013) هي مغنية موسيقية أمريكية. وهي عضو في عائلة كارداشيان ، وظهرت في الفيديو الموسيقي لأغنية والدها كانييه ويست بعنوان "اونلي وان" وظهرت في مواكبة عائلة كارداشيان، وهو مسلسل تلفزيوني واقعي يضم والديها ويست وكيم كارداشيان . في عام 2023، قامت بأداء شخصية "ميني" صوتياً، في دورية المخلب: الفيلم العظيم، وفي العام التالي، ظهرت في اغنية "تاكنج" (بالانجليزية: Talking / Once Again")، والتي حلت في المرتبة 30 على بيلبورد هوت 100. أدت أغنية "أريد فقط أن أصبح ملكًا" (بالانجليزية: "I Just Can't Wait to Be King") في الذكرى الثلاثين لتأسيس الأسد الملك في ما يسمى (هوليوود بوول).